# Česká Kubice
Česká Kubice é uma comuna checa localizada na região de Plzeň, distrito de Domažlice.